# Cantone di Bourbriac
Il Cantone di Bourbriac era una divisione amministrativa dell'Arrondissement di Guingamp con capoluogo Bourbriac.
A seguito della riforma approvata con decreto del 13 febbraio 2014, che ha avuto attuazione dopo le elezioni dipartimentali del 2015, è stato soppresso.

## Composizione
Comprendeva 7 comuni:
- Bourbriac
- Kerien
- Magoar
- Plésidy
- Pont-Melvez
- Saint-Adrien
- Senven-Léhart